# Shuangshui
Shuangshui (kinesiska: 双水) är en köping i sydöstra Kina. Den ligger i stadsdistriktet Xinhui i staden Jiangmen i provinsen Guangdong, omkring 82 kilometer söder om provinshuvudstaden Guangzhou. Antalet invånare är 87 295. Befolkningen består av 42 673 kvinnor och 44 622 män. Barn under 15 år utgör 12,0 %, vuxna 15-64 år 75 %, och äldre över 65 år 12,0 %.